# Koseritz Deutsche Zeitung
Koseritz Deutsche Zeitung foi um jornal brasileiro editado em Porto Alegre.
Fundado por Carlos von Koseritz, em 1881, após sua briga com editores do Deutsche Zeitung em função da organização da 
Exposição Brasileira-Allemã.
Foi um jornal alinhado entre os liberais e em defesa dos interesses da colônia alemã.
Continuou a circular mesmo após a morte de Koseritz, em 1890, até 1906, quando mudou seu nome para Neue Deutsche Zeitung, que por sua vez circulou até a campanha de nacionalização.
O Acervo Benno Mentz na PUCRS possui uma coleção quase completa deste periódico.